# Mogiły (Jasionna)
Mogiły – część wsi Jasionna w Polsce położona w województwie świętokrzyskim, w powiecie jędrzejowskim, w gminie Jędrzejów.
W latach 1975–1998 Mogiły należały administracyjnie do województwa kieleckiego.